# Messier 85
Messier 85 (hay các tên gọi khác là M85, NGC 4382, PGC 40515 hoặc ISD 0135852) là một thiên hà hình hạt đậu hoặc là một thiên hà elip (theo các tác giả khác nhau) nằm trong chòm sao Hậu Phát. Khoảng cách của thiên hà này với Trái Đất của chúng ta xấp xỉ 60 triệu năm ánh sáng và kích thước của nó xấp xỉ khoảng 125.000 năm ánh sáng. Năm 1781, nhà thiên văn học người Pháp Pierre Méchain phát hiện ra thiên hà này và năm 2004, người phát hiện ra rằng nó nắm ở ngoài rìa của vị trí cực bắc tại cụm Xử Nữ.

## Đặc tính
Messier 85 là một thiên hà rất nghèo khí hydro trung tính. Nó có một cấu trúc ngoài phức tạp tạo thành từ những lớp vỏ vật chất và những đợt sóng, chúng có thể xem là được tạo thành do sự hợp thành thiên hà xảy ra cách đây khoảng 4 đến 7 tỉ năm về trước. Các ngôi sao của nó thì tương đối trẻ với tuổi chưa đến 3 tỉ năm và chúng đang nằm ở vùng trung tâm của thiên hà. Một vài trong số chúng nằm trong một cấu trúc đai, có thể được tạo ra từ sự hình thành sao với tỉ lệ cực cao.
Những phép đo không dùng đến tốc độ phân tán cho thấy Messier 85 có chứa một lỗ đen siêu khối lượng với khối lượng xấp xỉ 100 triệu lần khối lượng Mặt trời. Còn nếu dùng đến tốc độ phân tán thì cho ra kết quả rằng nó không hề có lỗ đen siêu khối lượng.
Một siêu tân tinh loại I tên là SN 1960R được phát hiện là nằm trong thiên hà này vào ngày 20 tháng 12 năm 1960 và đạt cấp sao biểu kiến cao nhất là 11,7. Thiên hà này có một tân tinh cực đỏ tên là M85 0T2006-1. Nó được phát hiện vào ngày 7 tháng 1 năm 2006 và nằm ở vùng rìa của thiên hà này. M85 đang tương tác với một thiên hà xoắn ốc lân cận tên là NGC 4384 và một thiên hà elip nhỏ khác tên là MCG 3-32-38.

## Dữ liệu hiện tại
Theo như quan sát, đây là thiên hà nằm trong chòm sao Hậu Phát và dưới đây là một số dữ liệu khác:
- Xích kinh 12h 25m 24.0s[1]
- Độ nghiêng +18° 11′ 28″[1]
- Giá trị dịch chuyển đỏ 729 ± 2 km/s[1]
- Cấp sao biểu kiến 10.0[1]
- Kích thước biểu kiến 7′.1 × 5′.5[1]
- Loại thiên hà SA(s)0+ pec[1]/E2[3]